# Tobias Badila
Tobias Badila Kouendolo, dit Tobias Badila, né le 12 mai 1993 à Dijon, est un footballeur international congolais. Il évoluait au poste d'arrière gauche.

## Carrière
En 2006, Tobias Badila intègre la première promotion du pôle espoirs de Dijon, pour deux ans de préformation.
Après un passage par le Dijon FCO, il signe son premier contrat professionnel avec Nancy à l'été 2013, à la suite de la relégation de son équipe en Ligue 2.
En janvier 2019, il est contraint d’arrêter sa carrière à seulement 25 ans, à la suite de la découverte  d’une maladie auto-immune (génétique) qui lui fait perdre une grande partie de ses capacités physiques.
Depuis, il s'est reconverti dans l'immobilier pour lequel il a obtenu un bachelor en négociations immobilières. Il est ensuite devenu associé-gérant de Univers Viager Bourgogne-Franche-Comté en avril 2021.

## Statistiques
| Saison                | Club                  | Championnat           | Championnat | Championnat | Coupe nationale | Coupe nationale | Coupe de la Ligue | Coupe de la Ligue | Congo | Congo | Total | Total |
| Saison                | Club                  | Division              | M.          | B.          | M.              | B.              | M.                | B.                | M.    | B.    | M.    | B.    |
| 2012-2013             | AS Nancy-Lorraine     | Ligue 1               | -           | -           | 1               | 0               | -                 | -                 | -     | -     | 1     | 0     |
| 2013-2014             | AS Nancy-Lorraine     | Ligue 2               | 7           | 0           | 1               | 0               | 2                 | 0                 | -     | -     | 10    | 0     |
| 2014-2015             | AS Nancy-Lorraine     | Ligue 2               | 8           | 1           | 2               | 1               | 2                 | 0                 | -     | -     | 12    | 2     |
| 2015-2016             | AS Nancy-Lorraine     | Ligue 2               | 8           | 1           | 2               | 0               | 2                 | 0                 | -     | -     | 12    | 1     |
| 2016-2017             | AS Nancy-Lorraine     | Ligue 1               | 26          | 1           | -               | -               | 2                 | 0                 | 1     | 0     | 29    | 1     |
| 2017-2018             | AS Nancy-Lorraine     | Ligue 2               | 11          | 0           | -               | -               | 2                 | 0                 | 4     | 0     | 17    | 0     |
| Total sur la carrière | Total sur la carrière | Total sur la carrière | 60          | 3           | 6               | 1               | 10                | 0                 | 5     | 0     | 81    | 4     |

## Palmarès
Il remporte la Ligue 2 en 2016 avec l'AS Nancy-Lorraine.